# بطه
بطه (به عربی: بطة) یک منطقهٔ مسکونی در لیبی است که در استان مرج واقع شده‌است. بطه ۶٬۷۵۴ نفر جمعیت دارد.